# György Orth
György Orth Wirth, conocido en español como Jorge Orth (Budapest, Imperio austrohúngaro, 30 de abril de 1901-Oporto, Portugal, 11 de enero de 1962), fue un futbolista y entrenador húngaro.
Como jugador fue una figura destacada del fútbol húngaro, en donde fue considerado como uno de sus grandes exponentes. Durante su carrera se ubicó en diversas posiciones. Fue goleador tres veces de la liga húngara con el MTK Budapest, en donde consiguió ocho títulos de liga y uno de copa. Con la selección de Hungría participó de los Juegos Olímpicos de París 1924.
Una lesión truncó su carrera, por lo que se convirtió en entrenador. En 1930 aceptó el puesto de director técnico de la selección chilena en Uruguay 1930, la primera edición de la Copa Mundial de Fútbol. Esta fue la primera parada de una trayectoria como entrenador que incluyó clubes de Chile, Hungría, Alemania, Francia, Italia, Argentina, México, Colombia, Perú y Portugal, donde falleció en 1962.

## Trayectoria

### Como jugador
Se inició en el fútbol en el equipo infantil del Vasas, formado por obreros metalúrgicos. Debutó en un encuentro por el ascenso a Primera División, frente al KAOE, en el que el Vasas ganó por 5-0, con Orth como half derecho. De ahí pasó al MTK Budapest, entrenado por el inglés Jimmy Hogan. En un principio, el lugar de Orth estaba principalmente en la defensa, donde jugaba junto a Gyula Feldmann. Luego pasó a la delantera, donde remplazó a Alfréd Schaffer, y se convirtió en tres veces el máximo goleador de la liga húngara. Con el MTK, entre los años 1917 y 1929, ganó ocho títulos de Primera División y una Copa de Hungría.
En septiembre de 1925, el MTK jugó en Viena un amistoso contra el Wiener Amateur, donde Orth sufrió una grave lesión en la rodilla izquierda. Orth estuvo fuera de las canchas durante cerca de un año, pero no volvió a su nivel. A principios de 1929 llegó al Budai 33, pero pronto puso fin a su carrera activa.

### Como entrenador
Luego de su retiro, se marchó a Berlín, Alemania para estudiar educación física con especialización en fútbol en la Academia Superior de Berlín. Para la primera edición de la Copa Mundial, en Uruguay 1930, la Federación de Football de Chile lo contrató como seleccionador nacional. Después de las victorias contra México y Francia, Chile se inclinó frente a Argentina, que fue finalista del torneo, y se ubicó en el quinto lugar de la tabla. Este logro no fue superado por la escuadra chilena hasta la Copa Mundial de Fútbol de 1962, en donde fue local.
Debido a problemas derivados de la crisis económica mundial, Orth regresó a Hungría en 1932 para entrenar al cuadro de Primera División Bocksai. De ahí se trasladó a Italia, donde remplazó a Engelbert König en Messina. Comenzó la temporada 1934-35 en Pisa, pero siete partidos antes del fin de la temporada se llevó a cabo un intercambio de entrenadores con L'Aquila. Después dirigió al Genoa, al Núremberg de Alemania, al Metz de Francia, y regresó a Italia para entrenar al Catania y a Savona.
En 1942, en medio de la Segunda Guerra Mundial, la Federación de Football de Chile nuevamente lo contrató, esta vez para hacerse cargo de la preparación de los juveniles. La organización de ese plan no funcionó, por lo que se dedicó a entrenar a Magallanes. En 1944 llegó a Argentina, donde condujo a San Lorenzo y Rosario Central.
Orth llegó a México debido a los malos resultados obtenidos por el Club Deportivo Guadalajara en sus primeras temporadas profesionales. Fue por eso que un argentino residente de Guadalajara propuso a la directiva de la institución que le escribieran a Orth, que en ese entonces residía en Buenos Aires, y que llegaría en 1946. Dirigió a Guadalajara durante tres temporadas, y, además, entrenó a la selección mexicana en la Copa NAFC 1947.
Luego de finalizado su paso por Guadalajara, llegó a Asturias, y de ahí a América. Volvió a Argentina, para hacerse cargo de las divisiones inferiores de Boca Juniors, y en 1953 del primer equipo. Al año siguiente, retornó a Chile para dirigir a Palestino.
Entre 1955 y 1956 dirigió con éxito a la selección del Valle del Cauca en Colombia. Este equipo fue la base de la selección colombiana que derrotó a Uruguay 1-0 en el Campeonato Sudamericano 1957 en Perú, que fue la primera victoria del conjunto colombiano contra un equipo grande de Sudamérica. Luego, entrenó a la selección peruana entre 1957 y 1961, en donde consiguió una recordada victoria frente a Inglaterra por 4-1, y la clasificación a los Juegos Olímpicos de Roma 1960.
Murió de un infarto el 11 de enero de 1962 en Oporto, Portugal, cuando dirigía al Fútbol Club Oporto.

## Selección nacional
Orth hizo su primera aparición en la selección nacional a la edad de 16 años en noviembre de 1917, cuando derrotó a Austria por 2-1. En los siguientes años continuó en el once titular, donde actuó en diversas posiciones dentro del terreno de juego.
El 6 de noviembre de 1921 anotó un triplete contra Suecia, en el partido que terminó 4-2. También formó parte de la selección húngara en los Juegos Olímpicos de París 1924. Tras su lesión volvió a la selección, pero jugó su último partido en octubre de 1927 en la derrota 1-2 ante Checoslovaquia. En total fue internacional 32 veces y marcó 13 goles.

### Participaciones en Juegos Olímpicos
| Juegos                   | Sede  | Resultado        | PJ | G |
| ------------------------ | ----- | ---------------- | -- | - |
| Juegos Olímpicos de 1924 | París | Octavos de final | 2  | 0 |

## Clubes

### Como jugador
| Club         | País    | Año       |
| ------------ | ------- | --------- |
| Vasas        | Hungría | 1916      |
| MTK Budapest | Hungría | 1917-1929 |
| Budai 33     | Hungría | 1929      |
| Budai 33     | Hungría | 1932      |
| Bocskai      | Hungría | 1933      |

### Como entrenador
| Club                          | País      | Año       |
| ----------------------------- | --------- | --------- |
| Selección de Chile            | Chile     | 1930      |
| Colo-Colo                     | Chile     | 1930-1931 |
| Bocskai                       | Hungría   | 1932-1933 |
| Messina                       | Italia    | 1933-1934 |
| Pisa                          | Italia    | 1934-1935 |
| L'Aquila                      | Italia    | 1935      |
| Genoa                         | Italia    | 1935-1936 |
| Núremberg                     | Alemania  | 1936-1939 |
| Metz                          | Francia   | 1939      |
| Catania                       | Italia    | 1939-1940 |
| Savona                        | Italia    | 1940-1942 |
| Magallanes                    | Chile     | 1942-1943 |
| San Lorenzo                   | Argentina | 1944      |
| Rosario Central               | Argentina | 1945      |
| San Lorenzo                   | Argentina | 1945      |
| Guadalajara                   | México    | 1946-1949 |
| Selección de México           | México    | 1947      |
| Asturias                      | México    | 1949-1950 |
| América                       | México    | 1950-1951 |
| Boca Juniors                  | Argentina | 1953      |
| Palestino                     | Chile     | 1954      |
| Selección del Valle del Cauca | Colombia  | 1955-1956 |
| Selección del Perú            | Perú      | 1957-1960 |
| Oporto                        | Portugal  | 1961-1962 |